# Hanna Löv
Hanna Löv (Hanna Loev, Hanna Löw, Hanna Loew; * 19. Januar 1901 in München; † 1995 ebenda) war eine deutsche Architektin und Baubeamtin.

## Leben
Hanna Löv besuchte die Städtische Höhere Mädchenschule, wo sie 1919 das Abitur ablegte. Anschließend studierte sie bis 1923 Architektur an der Technischen Hochschule München. Anschließend war sie im Baureferat der Oberpostdirektion München tätig, wo sie mit Robert Vorhoelzer zusammenarbeitete. Am 30. September 1928 legte sie als erste Frau in München die Prüfung für den staatlichen höheren Baudienst ab – als Beste ihres Jahrgangs. Damit war sie die erste weibliche Regierungsbaumeisterin in Bayern. Nach 1927 war sie weiter im Staatsdienst tätig und lebte in München. 1928 entwickelte sie zusammen mit Erna Meyer und Walther Schmidt als Vertreterin der Postbauschule für die Versuchssiedlung des Bayerischen Post- und Telegraphenverbandes die Münchner Küche oder Essküche. Dies war der Versuch eines Mittelwegs zwischen neuer durchrationalisierter „Arbeitsküche“ und der als altmodisch und unhygienisch empfundenen Wohnküche.
1940 wechselte Löv zur Hochbauabteilung des Reichsbahnbauamts. Hier war sie hauptsächlich mit Neu- und Umbauten von Zweckbauten für die Reichsbahn beschäftigt. Im Zweiten Weltkrieg daneben auch mit der Tarnung von Reichsbahngebäuden und -anlagen.
Nach 1945 arbeitet Löv zunächst als freiberufliche Architektin, anschließend war sie von 1951 bis 1957 im Universitätsbauamt angestellt, das zu dieser Zeit von Robert Vorhoelzer geleitet wurde.

## Werke
- 1924/1926: Postamt Seeshaupt (zusammen mit Robert Vorhoelzer)[3]
- 1926–1927: Verstärkeramt in Kochel am See (mit Robert Vorhoelzer und Franz Holzhammer) 2020 trotz Denkmalschutz durch Bürgermeister Thomas Holz CSU abgerissen
- 1927/1928: Wettbewerbsentwurf für eine Bebauung an der Bergmannstraße in München
- 1928–1929: Versuchssiedlung des Bayerischen Post- und Telegraphenverbandes an der Arnulfstraße, München (zusammen mit Walther Schmidt und Robert Vorhoelzer)
- 1929: 1. Platz mit dem Wettbewerbsentwurf für die Großsiedlung Walchenseeplatz in München
- 1933: Postamt Bad Tölz (zusammen mit Robert Vorhoelzer und Karl Schreiber)
- 1933: Postamt Obing (zusammen mit Franz Holzhammer und Heinrich Götzger)
- 1933/1934: Postamt Herrsching am Ammersee
- 1934: Einfamilienhaus in der Mustersiedlung Ramersdorf
- 1934/1935: Postdienstgebäude in Reichertshofen (zusammen mit Franz Holzhammer)
- nach 1940: Reichsbahnzentralamt, Arnulfstraße, München (vermutlich Umbau)[4]
- 1950: Zweiganstalt München der Landeszentralbank (zusammen mit Carl Sattler)[5]
- 1950: MAN-Museum mit Mahnmal in Augsburg (zusammen mit Wilhelm Wichtendahl)[5]
- 1952: Chemische Institute der TU München (zusammen mit Albin Steininger und Hannes Feldner)[6]

## Schriften
- Der neue Wohnungsbau. In: Süddeutsche Monatshefte (1928), Heft 10, S. 720–723.
- 10 Gebote für den Mieter. In: Das Schöne Heim (1930), Heft 8.
- Anleitung für die Tarnung und Tarnausführung reichsbahneigener Anlagen. München 1944.